# Tỉ trọng API
Tỉ trọng API (API gravity) là chỉ số đo mức độ nặng hoặc nhẹ của dầu mỏ dạng lỏng so với nước. Nếu chỉ số API của nó lớn hơn 10, nó nhẹ hơn và nổi trên mặt nước; nếu nhỏ hơn 10, nó nặng hơn và chìm.
Do đó, tỉ trọng API là giá trị nghịch đảo của mật độ dầu mỏ so với tỉ trọng của nước (còn được gọi là trọng lượng riêng). Nó được sử dụng để so sánh mật độ của dầu lỏng. Ví dụ, nếu dầu loãng hơn chất lỏng khác, nó có chỉ số API lớn hơn. Mặc dù tỉ trọng API về mặt toán học không có đơn vị (xem công thức dưới đây), nhưng thực tế nó được dùng với đơn vị 'độ'. Giá trị phổ biến của tỉ trọng API hầu hết các loại dầu mỏ là từ 10° đến 70°.
API là viết tắt của American Petroleum Institute, Hiệp hội dầu khí Hoa Kỳ, có thành viên gồm khoảng 400 tập đoàn lớn của thế giới trong ngành công nghiệp dầu khí. Tổ chức này thiết lập và quản lý nhiều quy định, chính sách, tiêu chuẩn của toàn ngành.

## Công thức
Công thức tính tỉ trọng API từ tỉ trọng:
{\displaystyle {\text{tỉ trọng API}}={\frac {141,5}{\text{tỉ trọng}}}-131,5}
Công thức tính ngược tỉ trọng từ tỉ trọng API:
{\displaystyle {\text{tỉ trọng ở}}~15,56^{\circ }{\text{C}}={\frac {141,5}{{\text{tỉ trọng API}}+131,5}}}
Từ đó, nếu một loại dầu nặng có tỉ trọng là 1 thì có tỉ trọng API bằng:
{\displaystyle {\frac {141,5}{1}}-131,5=10^{\circ }{\text{API}}}

## Chuyển đổi giữa đơn vị tấn và thùng
Dùng tỉ trọng API có thể tính được một tấn dùng tương đương bao nhiêu thùng.
{\displaystyle {\text{số thùng dầu trên một tấn}}={\frac {{\text{tỉ trọng API}}+131,5}{141.5\times 0,159}}}
Ví dụ một tấn dầu WTI với API là 39,6° API tương đương 7,6 thùng.

## Phân loại dầu thô
Dầu thô được phân loại dựa vào chỉ số API như sau;
- Dầu nhẹ: API lớn hơn 31,1°.
- Dầu trung bình: API từ 22,3° đến 31,1°.
- Dầu nặng: API từ 10° đến 22,3°.
- Dầu rất nặng: API nhỏ hơn 10°.

Dầu thô nhẹ có độ nhớt thấp, trọng lượng riêng thấp,  có nhiều hydrocarbon nhẹ và hàm lượng sáp thấp. Dầu thô nhẹ có giá thị trường cao hơn dầu thô nặng vì sau quá trình xử lý và tách lọc nó cho ra lượng xăng và dầu diesel nhiều hơn.
Đây chỉ là cách phân loại tổng quát và sơ bộ trong khi việc phân loại chính xác hơn còn tùy thuộc vào xuất xứ, địa điểm khai thác được loại dầu đó.